# Степанюк Віктор Федорович
Віктор Степанюк (народився 13 липня 1958, Костешть, Яловень) — молдовський історик і політик.
З 1996 по 2010 рік він був депутатом парламенту Молдови. Кілька разів був головою парламентської комісії з питань освіти, молоді, культури та спорту (1998—2001), лідером фракції комуністів у парламенті (2001—2005) та інший мандат головою парламентської комісії з питань освіти, культури та спорту (2005). -2008). У 2005 році він був одним із фаворитів наступного спікера парламенту, але через радників екс-президента Молдови Володимира Вороніна — Марка Ткачука, Олега Рейдмана та інших претендентів, покірних екс-президенту, які боялися через популярність депутата Віктора Степанюка, вирішив обрати на цю посаду Маріана Лупу, некомуніста, з економічними поглядами.